# Strößwitz
Strößwitz ist  eine Ortschaft im Ortsteil Breitenhain-Strößwitz der Stadt Neustadt an der Orla im Saale-Orla-Kreis in Thüringen.

## Geografie und Geologie
Strößwitz liegt nordwestlich von Neustadt an der Orla nahe an der kurvenreichen und Höhenunterschiede überwindenden Landesstraße 1077 in Richtung Stadtroda und Jena über Wolfersdorf. Diese Straße verbindet auch die anliegenden Orte mit der Bundesstraße 281 zur Bundesautobahn 9 mit Anschluss bei Triptis. Das Dorf liegt an einem Nordosthang einer Hochfläche der Saale-Elster-Sandsteinplatte und ist von Wiesen und Feldern und dann von Wald umgeben. Nachbarorte sind südlich Neustadt an der Orla, westlich Breitenhain, nördlich Stanau und östlich Pillingsdorf.

## Geschichte

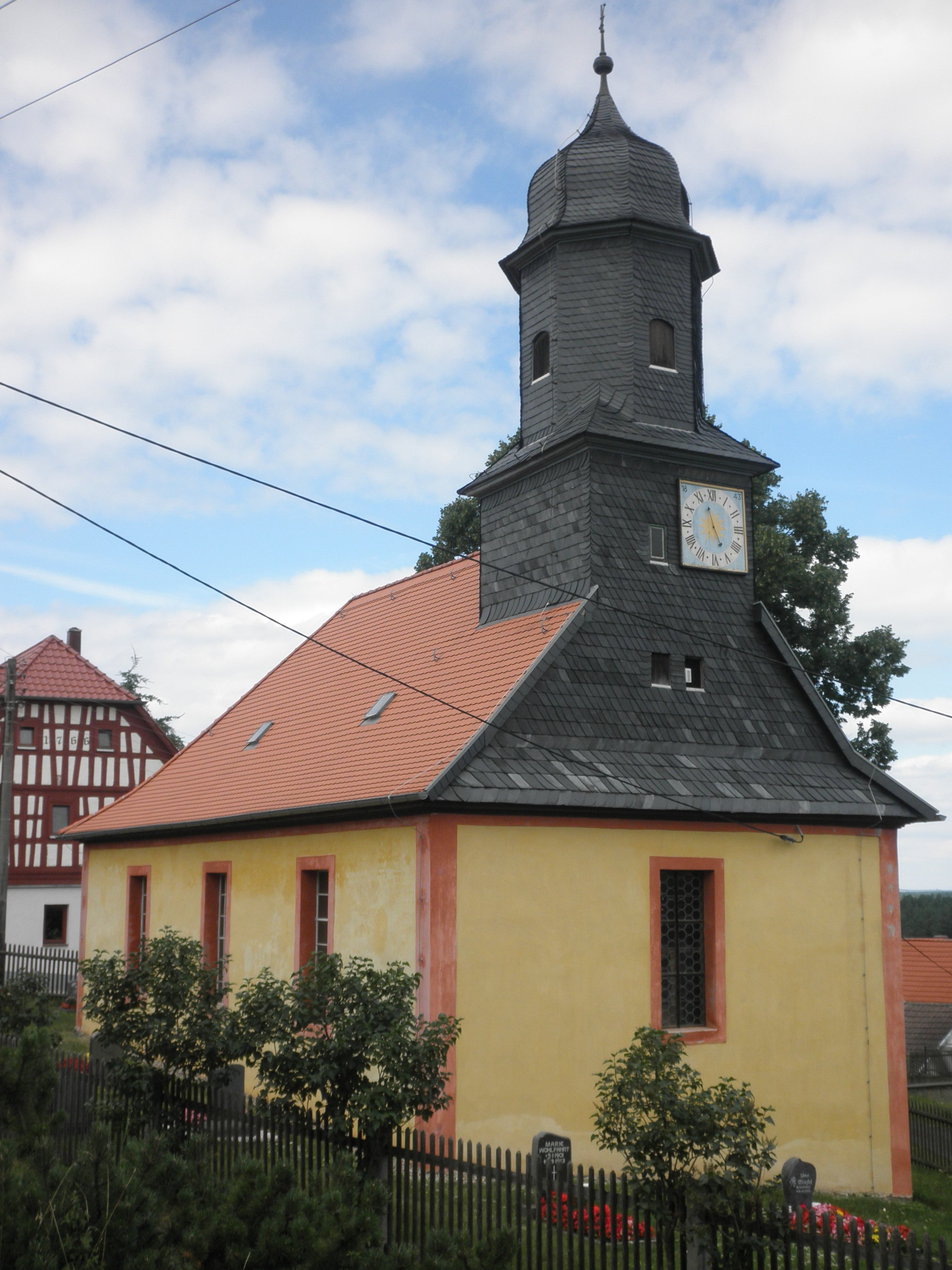
Kirche St. Stephanus und St. Nikolaus

Der Weiler wurde 1071 urkundlich erstmals erwähnt.
Das mit auf dem kleineren Höhenzug „Vordere Heide“ liegende Dorf liegt auf etwa 350 m ü. NN. Um 1700 wohnten in 15 Häusern 45 Einwohner. In Breitenhain waren es 22 Häuser und 100 Einwohner. Es handelte sich um Vierseithöfe im fränkischen Stil in Fachwerkbauweise. 40 Fischteiche hatten die Bewohner beider Weiler angelegt. Land- und Forstwirtschaft spielte und spielt heute noch eine Rolle. Im späten Mittelalter wurde ein Gotteshaus erbaut, später die jetzige Kirche. Sie hat ein bedeutendes Glockengeläut und einen wertvollen Altar. Die Kinder gingen einst nach Breitenhain, dann nach Tröbnitz, später nach Neunhofen in die Schule. Heute bieten die Einwohner Touristen und Wanderern Unterkunft und Verpflegung neben der eigentlichen Arbeit.
Die Dorfkirche St. Stephanus und St. Nikolaus wurde 1706 errichtet.
Ab dem 1. Juli 1950 war Strößwitz ein Ortsteil der Gemeinde Breitenhain, die zum 1. Dezember 2010 nach Neustadt an der Orla eingemeindet wurde. Aus beiden Orten entstand der neue Neustädter Ortsteil Breitenhain-Strößwitz.